# Lokant
Lokant – stosowana w nomenklaturze związków chemicznych liczba porządkowa lub litera (często grecka) opisująca położenie danego podstawnika lub grupy funkcyjnej w stosunku do reszty szkieletu cząsteczki.
Lokanty tworzy się przez numerowanie kolejnych atomów występujących w głównym szkielecie danej cząsteczki, traktując pozostałe jej części jako grupy lub podstawniki. Przy bardzo złożonych cząsteczkach może się zdarzyć, że trzeba dla nich utworzyć więcej niż jeden zestaw numeracji lokantów. Główna numeracja dotyczy wtedy głównego szkieletu cząsteczki, kolejne zaś przyłączonych do tego szkieletu ugrupowań bocznych. Nazwy systematyczne związków powinny być tak konstruowane, aby występowało w nich jak najmniej lokantów, a ich łączna suma była jak najniższa.
Według zaleceń IUPAC lokant powinien być umieszczany zawsze bezpośrednio przed nazwą grupy lub końcówki nazywającej cechę, której dotyczy, także dla związków z wiązaniami wielokrotnymi, na przykład CH
3−CH=CH−CH
2−CH
2−CH
3 to heks-2-en. Natomiast według zaleceń ACS dla nazewnictwa w Chemical Abstracts lokanty tego typu podaje się na początku nazwy, na przykład 2-heksen (taki system był zalecany przed rokiem 1993 także przez IUPAC oraz Polskie Towarzystwo Chemiczne). W dawniejszych publikacjach można też spotkać lokanty umieszczane na końcu nazwy, na przykład heksen-2.
Gdy istnieje konieczność zastosowania wielu lokantów do jednej grupy, oddziela się je od siebie przecinkiem. Od reszty składników nazwy systematycznej lokanty oddziela się dywizem (-). Drugi zestaw lokantów opatruje się znakiem prim (′), trzeci bis (″) itd.

## Przykłady
- prosty związek z jedną grupą przy trzecim atomie węgla: 3-metyloheksan

- dwa identyczne podstawniki (a więc dwa lokanty oddzielone przecinkiem): 2,2-dimetylobutan

- dwa różne podstawniki (a więc po jednym lokancie przed każdym): 3-etylo-3-metylopentan

- dwa zestawy jednolokantowe: 4-cyjano-3'-metylobifenyl

- wiele lokantów w jednym zestawie: 2-etylo-3,3-dimetylopent-1-en-4-yn